# Hold on to Now
"Hold on to Now" é uma canção da cantora australiana Kylie Minogue, lançada em 30 de outubro de 2023 pela BMG Rights Management e pela empresa de Minogue, Darenote, como o terceiro single de seu décimo sexto álbum de estúdio Tension (2023). Minogue co-escreveu a música ao lado de seus produtores Jon Green, Duck Blackwell e do colaborador de longa data Richard "Biffco" Stannard. "Hold on to Now" recebeu críticas positivas dos críticos musicais.
Comercialmente, "Hold on to Now" alcançou a posição 81 no Reino Unido antes de ser lançada como single. Um vídeo com a letra de Minogue cantando foi lançado. Minogue também cantou a música no festival Radio 2 Live da BBC Radio 2 em Leicester.

## Escrita e produção
"Ela [Minogue] e eu trabalhamos juntos há tanto tempo, 24 anos, que se torna muito emocional. Acho que nossa amizade transparece na música. Há certas coisas sobre as quais ela só escreve comigo, e isso se resume à confiança. É uma música muito especial."

—Biffco falando sobre seu relacionamento com Minogue e “Hold on to Now”
Minogue começou as sessões de gravação de seu décimo sexto álbum de estúdio, Tension (2023) no início de 2022. Durante um período de inatividade, ela visitou seu amigo e colaborador de longa data, Richard "Biffco" Stannard; juntos, eles começaram a fazer experiências em estúdio. Segundo Biffco, eles estavam apenas experimentando sons e não estavam focados em fazer um álbum no início. Eles convidaram o produtor e multi-instrumentista Duck Blackwell para se juntar a eles. "Hold on to Now" foi a primeira música de suas sessões conjuntas de composição. A música se tornou a força motriz para continuarem trabalhando juntos em mais músicas para Tension. Biffco descreveu "Hold on to Now" como “'Cry-Dance'– uma mistura de melancolia e euforia", uma faixa favorita e muito pessoal para ele.
Blackwell também comentou que Minogue e Biffco "foram muito receptivos, e imediatamente me senti confortável em compartilhar minhas próprias histórias pessoais e contribuir para isso. 'Hold On To Now' nasceu disso.” Biffco e Blackwell produziram a música ao lado de Jon Green, que também forneceu composições adicionais. A música foi gravada no estúdio de Biffco em Brighton, um estúdio de piscina em Bermondsey e no estúdio móvel Infinite Disco de Kylie em Melbourne. Com duração de três minutos e cinquenta e sete segundos, é a faixa mais longa de Tension. "Hold on to Now" foi escrita em lá maior, em um andamento de 120 bpm. Ben Loveland foi o engenheiro de gravação, enquanto James Pinfield-Wells ajudou na engenharia. Minogue forneceu engenharia adicional enquanto Guy Massey mixava a música. O House Gospel Choir, sob direção de Natalie Maddix, é destaque na música.
Inicialmente, "Hold on to Now" tinha sido programado para ser lançado como o primeiro single de Tension, antes de "Padam Padam" ser escolhido. Depois disso, foi definido para ser lançado como o segundo single do álbum, antes de "Padam Padam" se tornar viral e mudar o campo de jogo. Kylie confirmou que a decisão de lançar "Tension" como segundo single foi liderada pelo público.

## Recepção
O som de "Hold on to Now" baseado em sintetizadores e as composições "sérias" foram comparadas aos trabalhos da cantora sueca Robyn. Ludovic Hunter-Tilney, do Financial Times, rotulou a música como "pop eletrônico eufórico com um toque de melancolia no estilo Robyn". Hannah Mylrea da Rolling Stone UK descreveu-o como "brilho noturno" e comparou-o ao single de Minogue de 2010 "Get Outta My Way" por "evocar o mesmo júbilo". Em sua crítica para o Pitchfork, Harry Tafoya chamou a música de "apelo estilo Robyn pela fé romântica". Nick Levine da NME afirmou que a música "parece um sucessor otimista" do single de 2020 "Say Something" de Minogue, acrescentando que é o "equivalente sonoro de uma explosão de confete".
Alexa Camp, da Slant Magazine, rotulou-a de "leve e hino" e comentou que a música está na "veia" das músicas lançadas anteriormente por Minogue, como "All the Lovers" de 2010 e "Into the Blue" de 2014. Neil Z. Yeung do AllMusic observou que a "elevação encorajadora" da música "brilha e se transforma em um refrão alegre, sobre sintetizadores intergalácticos e macarrão de guitarra sutil no estilo New Order". Annabel Ross do The Sydney Morning Herald descreveu a faixa como uma "balada poderosa e cintilante que atinge os limites superiores do schmaltz tolerável". Liricamente, Ross interpretou que a música é sobre "Minogue sendo solitária, e ela procura por algo mais significativo."

## Promoção

### Apresentações ao vivo
Minogue fez a estreia ao vivo de "Hold on to Now" durante sua apresentação na Radio 2 in the Park em setembro de 2023. Shaun Curran, escrevendo para a I, avaliou o desempenho de Minogue com 4/5 estrelas. No mesmo mês, Minogue cantou a música durante seu único show no O2 Shepherd's Bush Empire, em Londres.

### Vídeo com letra
O vídeo com a letra da música foi lançado em 22 de setembro de 2023. Apresenta Minogue sentada e cantando, com a letra da música sendo mostrada no vídeo.

## Faixas e formatos
Digital, Cassete e Vinil 7"
1. "Hold on to Now" – 3:57
2. "Hold on to Now (extended mix)" – 5:28

Digital
1. "Hold on to Now (Trance Wax Remix)" – 3:22
2. "Hold on to Now" – 3:57

## Equipe e colaboradores
Créditos adaptados do encarte de Tension.
Localizações
- Gravado no Biffco Studios, Brighton, Reino Unido; The Pool Studio, Bermondsey, Reino Unido; Infinite Disco Studio, Melbourne.

Músicos
- Kylie Minogue  –  vocais principais, engenharia adicional
- Duck Blackwell  –  baixo, bateria, engenharia, guitarra, teclado
- Biff Stannard  –  percussão, teclados adicionais, backing vocals
- Jon Green  –  guitarra, backing vocals, teclados
- House Gospel Choir[a]  –  coro
- Natalie Maddix  –  direção do coral, arranjo vocal

Liza Marie Jennings  –  arranjo vocal
- Dick Beetham  –  masterização
- Guy Massey  –  mixagem
- Ben Loveland  –  engenheiro de gravação[14]
- James Pinfield-Wells  –  engenheiro assistente[14]

## Desempenho nas tabelas musicais
No Reino Unido, "Hold on to Now" entrou em 25º e 26º lugar na parada de downloads de singles e na parada de vendas de singles, respectivamente, durante a semana de lançamento de Tension. Na parada de singles (que inclui números de vendas e streaming), a canção estreou no número 81 em setembro de 2023, marcando a primeira vez desde 2008 que Kylie teve três músicas no topo da parada simultaneamente.
Na Nova Zelândia, a música alcançou a posição 21 na parada Hot Singles em outubro de 2023. Nos Estados Unidos, entrou na posição 32 na parada Dance/Electronic Songs.

### Tabelas semanais
| Tabela musical (2023)                       | Melhor posição |
| ------------------------------------------- | -------------- |
| Alemanha (Official German Charts)           | 14             |
| Austrália (Australia Independent – AIR)     | 1              |
| Austrália (Digital Tracks – ARIA)           | 24             |
| Estados Unidos (Hot Dance/Electronic Songs) | 32             |
| Nova Zelândia (RMNZ)                        | 21             |
| Reino Unido (Singles)                       | 81             |
| Reino Unido (Indie)                         | 36             |

## Histórico de lançamento
| Região | Data                   | Formato                    | Versão                | Gravadora    | Ref.          |
| ------ | ---------------------- | -------------------------- | --------------------- | ------------ | ------------- |
| Itália | 30 de outubro de 2023  | Rádios mainstream          | TBA                   | Darenote BMG | [ 25 ]        |
| Várias | 2 de novembro de 2023  | Download digital streaming | Original extended mix | Darenote BMG | [ 26 ] [ 27 ] |
| Várias | 10 de novembro de 2023 | CD single cassete          | Original extended mix | Darenote BMG | [ 28 ] [ 29 ] |
| Várias | 23 de novembro de 2023 | Download digital streaming | Trance Wax Remix      | Darenote BMG | [ 30 ] [ 31 ] |
| Várias | 8 de dezembro de 2023  | Vinil de 7 polegadas       | Original extended mix | Darenote BMG | [ 32 ]        |